# Wilhelm Knibbe

Die Familie des Landdragoners Knibbe
Ölgemälde um 1833, unbekannter Künstler, im Besitz des Historischen Museums Hannover

Wilhelm Knibbe (auch: Philipp Wilhelm Knibbe; * 12. Februar 1791 in Braunschweig; † 10. April 1862 in Bodenfelde am Harz) war ein deutscher Offizier.

## Leben
Der während der Personalunion zwischen Großbritannien und Hannover zur Zeit des Kurfürstentums Braunschweig-Lüneburg geborene Philipp Wilhelm Knibbe diente bereits zur Zeit des Königreichs Westphalen in der sogenannten „Franzosenzeit“ als Offizier. Ähnlich wie beispielsweise Offiziere der Königlich Deutschen Legion wurde auch Knibbe mit der Verleihung der russischen goldenen Verdienstmedaille ausgezeichnet. Im Königreich Hannover diente Knibbe dann zunächst als Rittmeister beim Hannoverschen Landdragoner-Corps zu Hildesheim.
Der Landdragoner heiratete Anna (Anna Maria Magaretha Stake; * 11. Juli 1790; † 5. März 1862 in Bodenfelde), Tochter des Kaufmanns Johann Stake und der Martha Katharina Schönhütte. Das Ehepaar hatte mehrere Kinder, darunter die Tochter Mathilde. Noch vor Beginn der Industrialisierung ließ Knibbe von sich und seiner Frau und zwei Kindern durch einen unbekannten Künstler ein Ölgemälde der Familie als Ganzporträt in einem Innenraum malen. Es zeigt Knibbe um das Jahr 1833 als Vater in der Uniform eines Premierleutnants, wie es auch für die männliche Zivilbevölkerung stilbildend in der napoleonischen und nachnapoleonischen Zeit war. Auf dem Bild trägt Knibbe seinen Tschako in der rechten Armbeuge, Ehefrau Anna und Tochter Mathilde stehen ihm mit spitzenbesetzter Kleidung des frühen Biedermeiers zur Seite. Vor der Dreiergruppe bittet ein Kleinkind den Vater um Aufmerksamkeit. Das Gemälde der Familie ging später in den Besitz des Historischen Museums Hannover über.
Von 1840 bis 1860 wirkte Knibbe, ausgezeichnet mit dem hannoverschen Wilhelms-Kreuz, als Amts-Rentmeister bei Bodenfelde, wo er 1862 wenige Wochen nach dem Tod seiner Ehefrau im Alter von 73 Jahren verstarb.